# Santa Maria in Cosmedin (Nápoly)
A Santa Maria di Portanova egy nápolyi templom a város történelmi központjában. A legendák szerint Nagy Konstantin alapította. A történelmi hivatkozások szerint már a IX. században létezett. A kora középkori templom nyomai a sorozatos felújítások és restaurálások (1631 és 1706) eltüntették. A XX. századi városmegújítási mozgalom keretén belül bontották el a templom homlokzatát díszítő lépcsőket, hogy a bejáratot az utcával egy szintre hozzák. Barokk belső díszítéseiről kevés információ áll rendelkezésre. Mivel hosszas idő óta zárva van, folyamatosan degradálódik állapota.